# サシバ

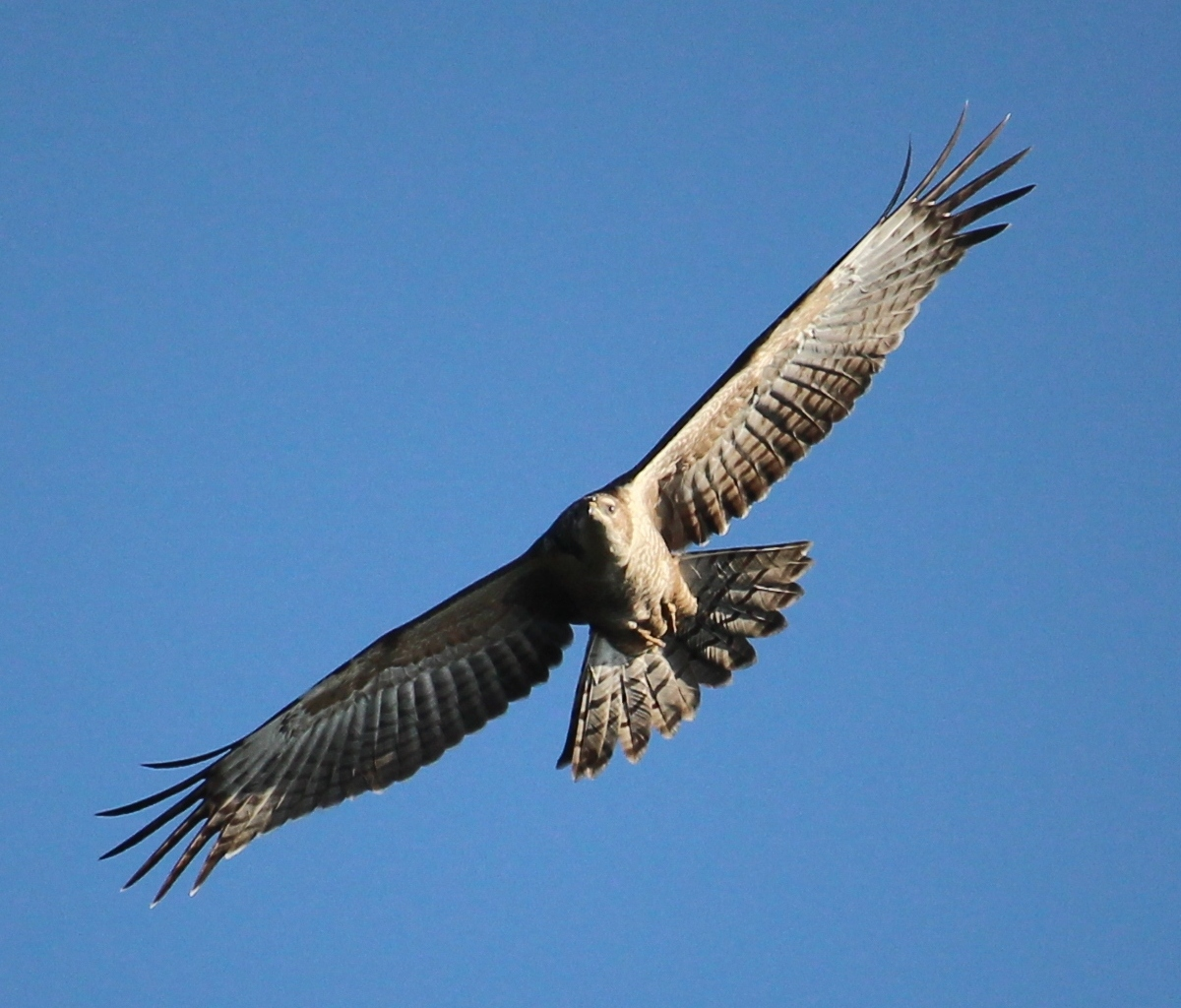
飛翔するサシバ

サシバ（差羽、刺羽、鸇、学名：Butastur indicus）は、タカ目タカ科サシバ属に分類される鳥。別名大扇（おおおうぎ）。学名はラテン語でButastur が「ノスリのようなタカ」、indicus が「インドの」を意味する。

## 分布
中国北部、朝鮮半島、日本本土で繁殖し、秋には南西諸島を経由して東南アジアやニューギニアで冬を越す。一部は南西諸島で冬を越す。本土では4月ごろ夏鳥として本州（主に岩手・秋田県以南）、四国、九州に渡来し、標高1,000m以下の山地の林で繁殖する。

## 形態
全長は、雄はおよそ47cmで雌はおよそ51cm。翼開長105cm-115cm。
雄の成鳥は、頭部は灰褐色で、目の上の白い眉斑はあまりはっきりせず、個体によってはないものもいる。体の上面と胸は茶褐色、のどは白く中央に黒く縦線がある。体下面は白っぽくて腹に淡褐色の横縞がある。雌は眉斑が雄よりも明瞭で、胸から腹にかけて淡褐色の横縞がある。淡色型、暗色型などの個体差が大きく、まれに全身が黒褐色の暗色型と言われる個体が観察される。

## 生態
主にヘビ、トカゲ、カエルといった小動物、セミ、バッタなどの昆虫類を食べる。稀にネズミや小型の鳥等も捕らえて食べる。人里近くに現れ水田などで狩りをする。
本州での産卵期は5-6月。マツやスギといった針葉樹の高木に営巣し、白い卵を3-4個産む。
本種は鷹の渡りをみせる代表的な鳥である。南西諸島を通る秋の渡りは9月初めに始まり、渡りの時には非常に大きな群れを作る。渥美半島の伊良湖岬、鹿児島県の佐多岬、沖縄県宮古列島の伊良部島ではサシバの大規模な渡りを見ることができる。なお春の渡りの際には秋ほど大規模な群れは作らない。
南西諸島では一部の個体が冬鳥として越冬する。中でも奄美大島は国内最大級の越冬地として知られ、約2000羽が冬を越すと推定されている。しかし奄美大島で越冬する個体がどこから飛来するか判っていなかった。そこで2024年に奄美大島でGPSタグを装着した11個体が追跡された結果、全て本州に渡り、次の秋に再び奄美大島の元の場所にピンポイントで戻ったことが明らかになった。

### サシバの渡り
- 本州の中部地方以北で繁殖したサシバは第1番目の集団渡来地、伊良湖岬を通り、別のサシバと合流して第2の渡来地、佐多岬に集結する。
- 大陸の高気圧が南西諸島に張り出し、風向きが北寄りに変化したときに南下飛行を開始し、第3の渡来地宮古列島の伊良部島で休息する。一部には徳之島や、沖縄本島及びその周辺離島で休息する鳥もいる。南西諸島でのピークは10月12日から18日である。
- 宮古列島からは2つのコースに分かれ、第4の渡来地台湾の満州郷、又は、第5の渡来地、フィリピンのバタン諸島で休息する。
- フィリピン、インドネシアまで広がって越冬する。
- 平均時速は約40キロ、一日の平均距離は480km前後である。
- 朝の飛び立ちは6時ころ、その日の18時まではすべて休息地に入る。
- ノンストップでは12時間飛び続ける。
- 越冬する鷹もいる。宮古列島では「落ち鷹」という[9][10][11]。

## 人間との関係
宮古島ではかつて渡りのサシバを捕らえて食べる文化があった。夜、木に登り、樹上で眠っている本種の脚を握り、捕えていた。また、子どものおもちゃとしても用いられることもあった。
現在の日本では鳥獣の保護及び管理並びに狩猟の適正化に関する法律（鳥獣保護管理法）によって捕獲が禁止されており、捕えると処罰対象となる。
宮古列島においては、サシバが飛来する季節には、周知のためのポスターの掲示やパトロール班による見回りが行われる。また、伊良部島及び宮古島では1973年から長年にわたり飛来数の調査が行われている。
栃木県市貝町は、水田の多い丘陵地帯が絶滅危惧種の渡り鳥・サシバの日本有数の飛来地となっていることが判明し、保全活動及び「サシバの里」としての町おこしを行っている。2011年（平成23年）には「サシバの里」を商標登録し、2014年に開設された道の駅には「サシバの里いちかい」の名前が付けられている。